# 57
Évszázadok: i. e. 1. század – 1. század – 2. század
Évtizedek: 1-es évek – 10-es évek – 20-as évek – 30-as évek – 40-es évek – 50-es évek – 60-as évek – 70-es évek – 80-as évek – 90-es évek – 100-as évek
Évek: 52 – 53 – 54 – 55 –  56 – 57 – 58 – 59 – 60 – 61 – 62

## Események

### Római Birodalom
- Nero császárt és Lucius Calpurnius Pisót (helyettese Lucius Caesius Martialis) választják consulnak.
- Nero hatalmas amfiteátrumot építtet a Mars-mező mellett, amely egy év alatt elkészül. Az amfiteátrumban szenátorok és lovagok is küzdenek, tengeri csatát rendeznek, de halálos kimenetelű viadalokra nem kerül sor.
- Nero fejenként négyszáz sestertiust adományoz a népnek.
- Aulus Didius Gallus britanniai kormányzót Quintus Veranius váltja, aki hadjáratot indít a walesi szilurok ellen de egy éven belül meghal.
- A britanniai brigesek királynője, Cartimandua volt férje, Venutius fellázad ellene és elűzi őt. Cartimandua római segítséggel visszaszerzi trónját.
- Cossutianus Capito ciliciai helytartót zsarolás és harácsolás miatt elítélik.

### Kína
- Kuang Vu császár arany pecsétet küld a japán Nakoku (a mai Fukuoka helyén) királyának, Nának.
- Kuang Vu 32 évnyi uralkodás után meghal. Utóda fia, Liu Jang, aki Ming néven lép a trónra.

### Korea
- Meghal Juri, Silla királya. Utóda végakaratának megfelelően nem valamelyik fia, hanem sógora, Thalhe.

## Születések
- Han Csang-ti kínai császár

## Halálozások
- Han Kuang Vu-ti kínai császár
- Aulus Didius Gallus, római politikus
- Quintus Veranius, római politikus